# Nothocremastus murgabiensis
Nothocremastus murgabiensis är en stekelart som beskrevs av Narolsky 1990. Nothocremastus murgabiensis ingår i släktet Nothocremastus och familjen brokparasitsteklar. Inga underarter finns listade i Catalogue of Life.